# Тоброва
Тоброва (ест. Tobrova), також Таммесалу (ест. Tammesalu) — село в Естонії, входить до складу волості Меремяе, повіту Вирумаа.